# ATF (rendőri szerv)

címer

Az ATF, tulajdonképpen BATF, Bureau of Alcohol, Tobacco and Firearms magyarul az Alkohol- és Dohánytermékek, illetve Lőfegyverek Forgalmával Foglalkozó Iroda. Szövetségi rendőri szerv az Amerikai Egyesült Államokban, 2002 óta az Igazságügy felügyelete alá tartozik, célja a dohányáru, az alkohol és a lőfegyverek illegális behozatalának és forgalmazásának megakadályozása, illetve az ezzel foglalkozó bűnözői csoportok felszámolása. Tagjai megszólítása a legtöbb szövetségi rendőri szerv tagjaihoz hasonlóan "ügynök" (agent), civil szervezet, nem katonai rend szerint tagozódik. Ügynökei gyakran épülnek be szervezett bűnözői csoportokba, és belülről buktatják meg azokat. Gyakran együttműködik az FBI-jal, a legkiterjedtebb hatáskörű szövetségi rendőri szervvel.